# Петровска-Килико, Кристина
Кристина Петровска-Килико (англ. Christina Petrowska-Quilico; род. 30 декабря 1948, Оттава) — канадская пианистка. Жена певца Луи Килико.
Училась в Канаде у Бориса Берлина, в 10 лет дебютировала с оркестром. Затем занималась в Джульярдской школе у Розины Левиной и Ирвина Фрейндлиха, в дальнейшем совершенствовала своё мастерство в Сорбонне и на Дармштадтских летних курсах, в том числе под руководством Карлхайнца Штокхаузена и Дьёрдя Лигети. Гастролировала в США, Франции, Греции, Украине, на Ближнем Востоке, на Тайване.
Кристина Петровска-Килико специализируется на исполнении современной академической музыки. Среди её записей (в общей сложности почти 30 дисков) — фортепианные сочинения Оливье Мессиана, Генри Коуэлла, Пьера Булеза, Тору Такемицу, Кшиштофа Пендерецкого, Фредерика Ржевского, Луиса де Пабло, Лоуэлла Либермана, а также многих канадских композиторов, за популяризацию творчества которых Петровска-Килико была удостоена национальной премии «Друзья канадской музыки» за 2007 год.